# The Best of Both Worlds
The Best of Both Worlds är ett studioalbum av hiphopartistern Jay-Z och R&B sångaren R. Kelly, utgivet den 26 mars 2002 av Roc-A-Fella Records, Jive, Rockland och Def Jam Recordings.

## Låtlista
| Nr  | Titel                                | Kompositör                                                              | Producer(s)             | Längd |
| --- | ------------------------------------ | ----------------------------------------------------------------------- | ----------------------- | ----- |
| 1.  | The Best of Both Worlds              | S. Carter, R. Kelly, D. Wesley                                          | Megahertz               | 3:12  |
| 2.  | Take You Home with Me a.k.a. Body    | S. Carter, R. Kelly, S. Barnes, J.C. Olivier                            | R. Kelly, Poke and Tone | 3:35  |
| 3.  | Break Up to Make Up                  | S. Carter, R. Kelly                                                     | R. Kelly, Poke and Tone | 4:08  |
| 4.  | It Ain't Personal                    | S. Carter, R. Kelly                                                     | R. Kelly, Poke and Tone | 4:24  |
| 5.  | The Streets                          | S. Carter, R. Kelly                                                     | R. Kelly                | 4:34  |
| 6.  | Green Light (featuring Beanie Sigel) | S. Carter, R. Kelly, D. Grant                                           | R. Kelly, Tone (co.)    | 2:48  |
| 7.  | Naked (R. Kelly solo)                | R. Kelly                                                                | R. Kelly                | 3:08  |
| 8.  | Shake Ya Body (featuring Lil' Kim)   | S. Carter, R. Kelly, K. Jones, S. Barnes, J.C. Olivier                  | R. Kelly, Poke and Tone | 3:19  |
| 9.  | Somebody's Girl                      | S. Carter, R. Kelly, S. Barnes, J.C. Olivier                            | R. Kelly, Poke and Tone | 3:41  |
| 10. | Get This Money                       | S. Carter, R. Kelly                                                     | R. Kelly, Tone (co.)    | 3:04  |
| 11. | Shorty                               | S. Carter, R. Kelly, S. Barnes, J.C. Olivier                            | R. Kelly, Poke and Tone | 4:10  |
| 12. | Honey (featuring the Bee Gees)       | S. Carter, R. Kelly, S. Barnes, J.C. Olivier, M. Gibb, B. Gibb, R. Gibb | R. Kelly, Poke and Tone | 4:02  |
| 13. | Pussy (featuring Devin the Dude)     | S. Carter, R. Kelly                                                     | Charlemagne             | 4:50  |